# Darktable
Darktable (psáno jako darktable) je svobodný a otevřený software pro úpravu digitálních fotografií a vývojka nezpracovaného grafického formátu raw. Spíše než bitmapový grafický editor, jako je GIMP, jej tvoří sady operací úpravy obrázku konkrétně zaměřených na nedestruktivní postprodukci fotografií ve formátu raw. Zaměřuje se především na zlepšení pracovního postupu fotografa tím, že usnadňuje hromadnou manipulaci s velkým počtem obrázků. Je volně k dispozici pro většinu hlavních linuxových distribucí, macOS, operační systémy Solaris a Windows a je vydán a šířen pod licencí GNU GPL.

## Funkce
Darktable zahrnuje koncept nedestruktivních úprav, podobných jako u jiného software určeného na manipulaci s formátem raw (minimálně zpracovaných dat ze snímače digitálního fotoaparátu). Namísto okamžité aplikace úprav na rastrová data si program uchová původní obrazová data až do okamžiku konečného vykreslení ve fázi exportu (parametry a náhled úprav provedené uživatelem jsou však viditelné v reálném čase). Program obsahuje vestavěné barevné profily, akceleraci grafického procesoru (založené na knihovně OpenCL) a podporuje většinu běžných obrazových formátů.

### Hlavní rysy
- Nedestruktivní úpravy s položkou popisu změny ve formátu XMP
- Pracuje v 32bitovém režimu pohyblivé řádové čárky na barevném kanálu v barevném prostoru L*a*b*
- Plná implementace správy barev
- Podpora formátů RAW, JPG, RGBE, PFM a další
- Zcela modulární architektura
- Více než 30 modulů pro transformaci, korekci barev, zlepšení kvality a umělecké efekty
- Uspořádání obrázků a hledání podle parametrů
- Přeložen do 26 jazyků
- Podpora pro fotografování přímo z fotoaparátu
- Hledání podobných fotografií
- Podpora značek zeměpisných souřadnic se zobrazením fotografií na mapě
- Export do online služeb Fotky Google, Flickr a Facebook
- Integrovaný spouštěč pro provádění Lua skriptů. Skripty mohou být propojeny s klávesovými zkratkami nebo konkrétními událostmi, například při importu nových obrázků.

### Masky
Darktable má podporu nakreslených masek, která umožňuje použití efektů na ručně zadané oblasti obrazu. K dispozici je pět typů masek: štětec, kruh, elipsa, Bezierova křivka a gradient. Všechny jsou nastavitelné, umožňují nastavit poloměr vyblednutí pro hladké míchání a mohou mít nastavenou neprůhlednost. Lze vytvořit libovolný počet masek, které se shromažďují do „správce masek“ na levé straně uživatelského rozhraní tzv. fotokomory.

### Barvy
Darktable má integrovanou podporu barevných ICC profilů pro barevné prostory sRGB, Adobe RGB, XYZ a lineární RGB.

### Import a export
Formát raw obrázku, obrázek ve formátech JPEG, HDR a PFM lze importovat z disku nebo fotoaparátu a exportovat na disk, online služby Fotky Google, Flickr, do e-mailu a do jednoduché webové galerie založené na HTML, vždy ve formátech JPEG, PNG, TIFF, WebP, PPM, PFM nebo EXR. Obrázky lze také exportovat do úložiště Wikimedia Commons pomocí externího pluginu.

### Skriptování
Darktable lze ovládat skripty napsanými v jazyce Lua. Lua lze použít k definování akcí, které by měl Darktable provést při každém spuštění určité události. Jedním příkladem může být volání externí aplikace během exportu souboru s cílem použít další kroky při zpracování už mimo Darktable.

### Histogram s více režimy
K dispozici je více typů histogramů, všechny s individuálně nastavitelnými červenými, zelenými a modrými kanály: lineární, logaritmické a vlnové.

## Uživatelské rozhraní

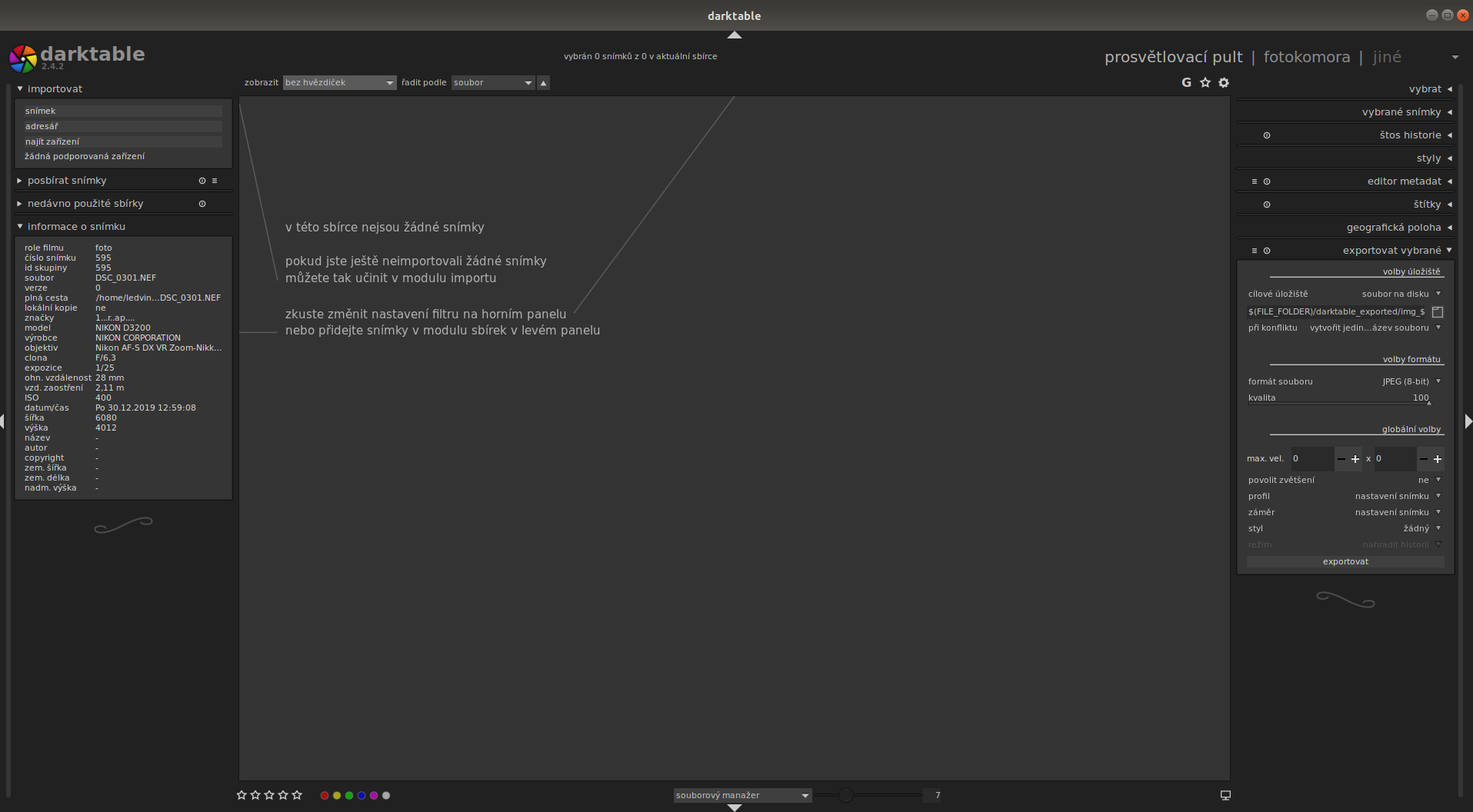
Darktable ve verzi 2.4.2, jak vypadá po instalaci

Darktable má dva hlavní režimy, prosvětlovací pult a fotokomoru. Každý představuje krok v procesu vyvolání obrazu. Další dva režimy jsou snímání, promítání a zobrazení mapy. Po spuštění se ve výchozím nastavení otevře „prosvětlovací pult“, kde jsou uvedeny sbírky obrázků. Všechny panely ve všech režimech lze minimalizovat, aby se šetřilo místem na obrazovce.
Prosvětlovací pult
Levý panel slouží k importu obrázků, zobrazování informací Exif a filtrování. Tlačítka pro hodnocení a kategorizaci jsou nahoře, zatímco pravý panel obsahuje různé moduly, jako je editor metadat a editor značek. Vpravo dole se nachází modul používaný k exportu obrázků.
Druhý režim „temné komory“ zobrazuje obraz uprostřed, kolem něj jsou čtyři panely; většina nástrojů se objeví na pravé straně. Levý panel zobrazuje panoramatický náhled aktuálního obrázku, zásobník historie zpět, výběr barvy a informace Exif. Ve spodní části je zobrazen filmový pás s dalšími obrázky, který lze třídit a filtrovat pomocí seznamů z horního panelu. Ten také umožňuje přístup k konfiguraci předvoleb. Konfigurace Darktable umožňuje vlastní klávesové zkratky a personalizované výchozí hodnoty.
„Focení z počítače“
Třetí režim umožňuje „focení z počítače“ prostřednictvím sady programů gPhoto pro některá zařízení, která jej podporují.
Mapa
Čtvrtý režim umožňuje zobrazit mapy z různých online zdrojů a obrázky tzv. geotagů pouhým přetažením. Také používá mapy k zobrazení obrázků, které jsou již geotagovány kamerou.